# Alfredo France
Juan Alfredo Segundo France (Concepción, 29 de octubre de 1895-Santiago, 17 de marzo de 1938) fue un futbolista chileno que jugaba principalmente de puntero izquierdo pero ocasionalmente jugaba como interior.
Es recordado por ser el goleador histórico de la selección chilena durante siete años, además de ser el primer seleccionado chileno en marcar más de un gol con la selección.

## Trayectoria
Sus comienzos en el fútbol fueron en el club deportivo Estrella del Mar de Talcahuano, en donde jugó con su hermano Daniel. Se mantuvo jugando en este equipo durante seis años.
Luego se unió al club deportivo Gold Cross de la misma ciudad, en el que tuvo buenas actuaciones. Es recordado por haber sido internacional con la selección mientras militaba en este club, junto con Humberto Elgueta fueron los únicos en conseguirlo.
También íntegro regularmente la selección de Talcahuano que disputaba los intercities ante Concepción. 

## Selección nacional
Fue internacional con la selección chilena entre los años 1916 y 1921, participando en ese periodo en tres ediciones del Campeonato Sudamericano. Tuvo participación con el combinado patrio durante doce partidos oficiales en los que anotó dos goles, además participó en un partido no oficial, siendo su participación final en el seleccionado de trece partidos y dos goles.
Fue convocado desde Talcahuano para integrar el seleccionado que asistiría al primer campeonato sudamericano de futbol, participó en dos de los encuentros que disputó Chile en el torneo. Además participó de los amistosos posteriores al sudamericano, anotó el único gol nacional en el partido ante Uruguay.
Posteriormente fue seleccionado para participar en el III Campeonato Sudamericano, participó en tres encuentros del torneo, en el partido ante Argentina convirtió el único gol chileno en el torneo, gracias a ese tanto, Alfredo se convirtió en el máximo goleador de la selección chilena.
Al año siguiente fue nominado por una comisión de selección para el Campeonato Sudamericano, en el que Chile sería el anfitrión, jugó tres partidos del torneo.

### Participaciones en el Campeonato Sudamericano
| Torneo                       | Sede      | Resultado    | Partidos | Goles |
| ---------------------------- | --------- | ------------ | -------- | ----- |
| Campeonato Sudamericano 1916 | Argentina | Cuarto lugar | 2        | 0     |
| Campeonato Sudamericano 1919 | Brasil    | Cuarto lugar | 3        | 1     |
| Campeonato Sudamericano 1920 | Chile     | Cuarto lugar | 3        | 0     |
| Total                        | Total     | Total        | 8        | 1     |

### Partidos internacionales
| 1     | 6 de julio de 1916       | Estadio GEBA, Buenos Aires, Argentina           | Argentina  | 6-1 | Chile     |   | Campeonato Sudamericano 1916 |
| 2     | 8 de julio de 1916       | Estadio GEBA, Buenos Aires, Argentina           | Chile      | 1-1 | Brasil    |   | Campeonato Sudamericano 1916 |
| 3     | 12 de julio de 1916      | Estadio GEBA, Buenos Aires, Argentina           | Argentina  | 1-0 | Chile     |   | Amistoso                     |
| 4     | 14 de julio de 1916      | Gran Parque Central, Montevideo, Uruguay        | Uruguay    | 4-1 | Chile     |   | Amistoso                     |
| 5     | 11 de mayo de 1919       | Estádio das Laranjeiras, Río de Janeiro, Brasil | Brasil     | 6-0 | Chile     |   | Campeonato Sudamericano 1919 |
| 6     | 17 de mayo de 1919       | Estádio das Laranjeiras, Río de Janeiro, Brasil | Uruguay    | 2-0 | Chile     |   | Campeonato Sudamericano 1919 |
| 7     | 22 de mayo de 1919       | Estádio das Laranjeiras, Río de Janeiro, Brasil | Argentina  | 4-1 | Chile     |   | Campeonato Sudamericano 1919 |
| 8     | 11 de septiembre de 1920 | Valparaíso Sporting Club, Viña del Mar, Chile   | Chile      | 0-1 | Brasil    |   | Campeonato Sudamericano 1920 |
| 9     | 20 de septiembre de 1920 | Valparaíso Sporting Club, Viña del Mar, Chile   | Chile      | 1-1 | Argentina |   | Campeonato Sudamericano 1920 |
| 10    | 26 de septiembre de 1920 | Valparaíso Sporting Club, Viña del Mar, Chile   | Chile      | 1-2 | Uruguay   |   | Campeonato Sudamericano 1920 |
| 11    | 25 de septiembre de 1921 | Valparaíso Sporting Club, Viña del Mar, Chile   | Chile      | 1-4 | Argentina |   | Amistoso                     |
| 12    | 2 de octubre de 1921     | Campos de Sports, Santiago, Chile               | Chile      | 1-1 | Argentina |   | Amistoso                     |
| Total |                          |                                                 | Presencias | 12  | Goles     | 2 |                              |

| 1     | 16 de julio de 1916 | Estadio Estudiantes de La Plata, La Plata, Argentina | Federación Platense | 0-3 | Chile | Amistoso |
| Total |                     |                                                      | Presencias          | 1   |       |          |

## Clubes
| Club             | País  | Año         |
| ---------------- | ----- | ----------- |
| Estrella del Mar | Chile | 1914 - 1919 |
| Gold Cross       | Chile | 1920 - 1926 |

## Palmarés

### Torneos locales
| Título                         | Club             | País  | Año  |
| ------------------------------ | ---------------- | ----- | ---- |
| División de Honor (Talcahuano) | Estrella del Mar | Chile | 1914 |
| División de Honor (Talcahuano) | Estrella del Mar | Chile | 1915 |
| División de Honor (Talcahuano) | Estrella del Mar | Chile | 1916 |
| División de Honor (Talcahuano) | Estrella del Mar | Chile | 1917 |
| División de Honor (Talcahuano) | Estrella del Mar | Chile | 1918 |
| División de Honor (Talcahuano) | Estrella del Mar | Chile | 1919 |
| División de Honor (Talcahuano) | Gold Cross       | Chile | 1921 |
| División de Honor (Talcahuano) | Gold Cross       | Chile | 1922 |

### Distinciones individuales
| Predecesor: Frank Simmons | Máximo goleador de la selección de fútbol de Chile 1919 - 1926 | Sucesor: David Arellano |